# René Roblot
Pour les articles homonymes, voir Roblot.
René Roblot est un juriste français, né le 28 octobre 1913 à Rouvray et mort le 5 novembre 1992 à Nancy, spécialiste de droit commercial.

## Biographie et carrière professionnelle
Il a été professeur agrégé des facultés de droit à la faculté de droit et de sciences économiques de Nancy.
Il a aussi été doyen de la faculté, recteur d'académie et premier directeur du Centre européen universitaire de Nancy.
Un amphithéâtre de ICN business school Nancy, dont il a été directeur de 1946 à 1956, a porté son nom jusqu'au déménagement de l'école sur le campus ARTEM. 
Un amphithéâtre de la faculté de Droit et Sciences Economiques de Nancy porte également son nom ainsi que la salle 11 du Centre Européen Universitaire de Nancy. 

## Œuvres
Il est notamment l'auteur du Traité élémentaire de droit commercial aux éditions LGDJ (trois tomes). Les trois premières éditions dudit traité étaient rédigées par Georges Ripert (membre de l'Institut, professeur honoraire à la faculté de droit de Paris). Cet ouvrage est connu sous le surnom « le Ripert et Roblot ». Après le décès de Roblot, Michel Germain, professeur de droit à Paris, a repris le flambeau en prenant la direction de la 15e édition dudit traité.
Après le décès de Roblot a été publié un ouvrage intitulé Aspects actuels du droit commercial français, Études dédiées à René Roblot.